# Dobri Christow

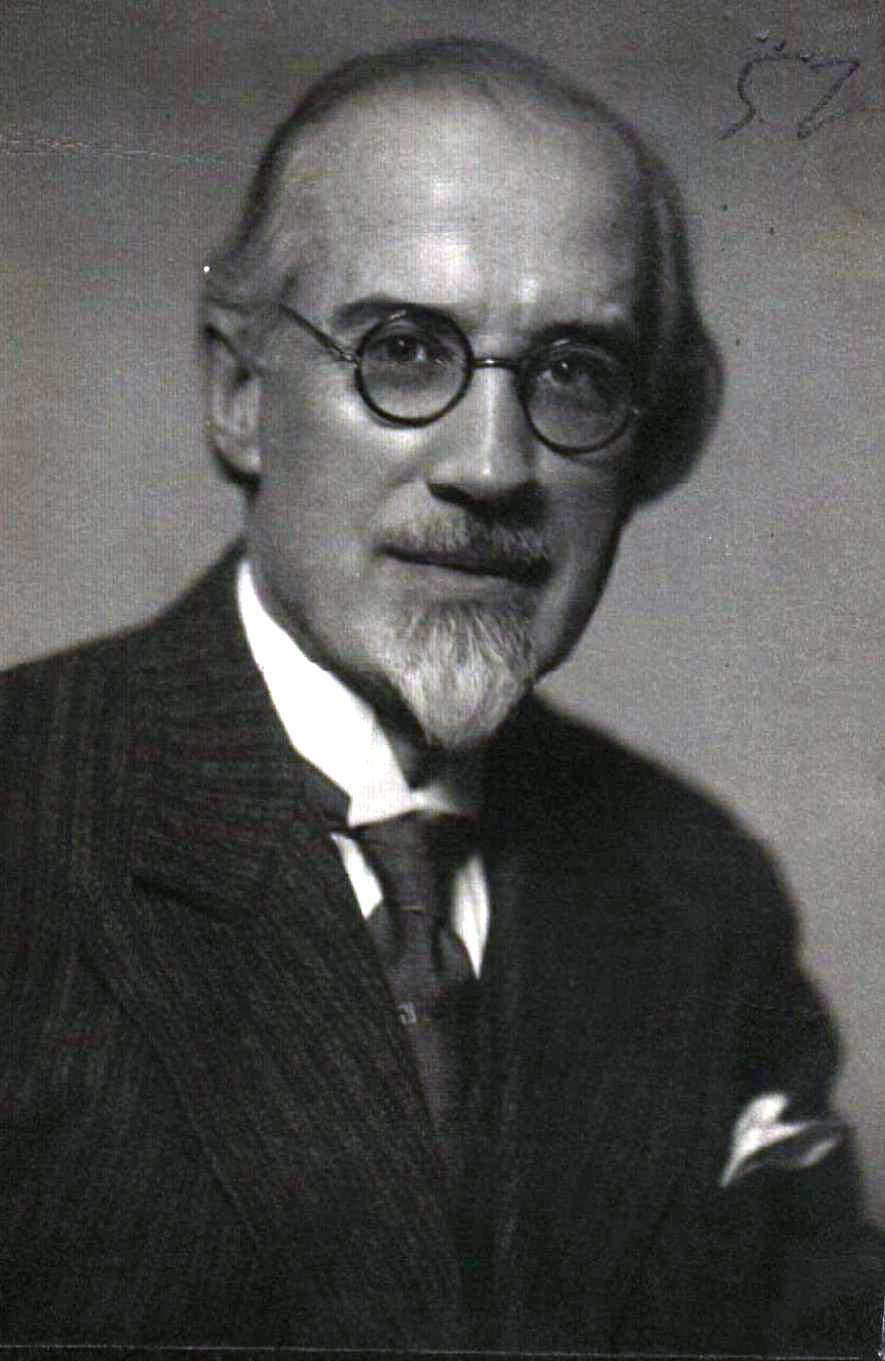
Dobri Christow

Dobri Christow (bulg. Добри Христов; * 14. Dezember 1875 in Warna; † 23. Januar 1941 in Sofia) war ein bulgarischer Komponist; er komponierte vor allem Kirchen- und Orchestermusik.

## Leben
Christow schloss 1894 die Staatliche Knabenhochschule „Ferdinand I“ ab und arbeitete als Grundschullehrer in Varna. Von 1900 bis 1903 studierte er am Prager Konservatorium unter Antonín Dvořák. Darauf kehrte er nach Bulgarien zurück und war 1904/05 als Lehrer an der  Grund- und Oberschule in Warna tätig. 1907 zog Christow mit seiner Familie nach Sofia. Er gewann den ersten Platz im Wettbewerb zur Eröffnung des Nationaltheaters in Sofia mit der Ouvertüre „Ivaylo“, während er Lehrer am renommierten I. Sofioter Männergymnasium war und als Lehrer an einer privaten Musikschule arbeitete. 1909 war er Mitgründer und Dirigent an der musikalischen Vereinigung „Rodna pesen“ in Sofia, ab 1913 auch Dirigent des  Kirchenchors „Sts-Sedmotchislenitzi“.
Im Jahr 1918 wurde er Direktor der Staatlichen Musikschule, 1922 zum Dozenten für Musiktheorie an der Staatlichen Musikakademie, sowie stellvertretender Direktor des nationalen Opernhauses. Im Jahr 1926 ernannte man ihn zum ehrenamtlichen Professor an der Staatlichen Musikakademie, drei Jahre später wurde er in die Bulgarische Akademie der Wissenschaften aufgenommen. Ab 1930  war er festangestellter Professor an der Staatlichen Musikakademie.
Dobri Christow starb am 23. Januar 1941 in Sofia.

## Werk
Christow half bei der Entwicklung der bulgarischen Musikkultur mit und nutzte dabei zahlreiche Elemente der bulgarischen Folklore. Als Komponist, Musikwissenschaftler, Dirigent und Pädagoge hinterließ er ein immenses kreatives Erbe. Im Bereich der Musik bedeutet dies, neue Kompositionen innerhalb der Grenzen des westeuropäischen Harmonie- und Kompositionssystems zu schaffen. Im wissenschaftlichen Bereich war es nötig, ein Lehrgebäude eines neuen Typs zu formen, um eine gemeinsame theoretische Basis mit der europäischen Musikwissenschaft aufzubauen. Das Werk von Dobri Christow hat jedoch noch eine andere Seite und verbindet es mit der Tradition des orthodoxen Ostens, mit den darin enthaltenen mentalen und spirituellen Trends.
Das bedeutendste, vitalste und unnachahmlichste Merkmal seines Werks ist die Kombination musikalischer Ideen, die den Traditionen von Ost und West innewohnen. Es ist diese Eigenschaft, die Dobri Christow als Fundament für die bulgarische Musikkultur geschaffen hat.

## Ehrungen
Sein Konterfei wurde 1975 zum 100. Geburtstag auf der 5 Stotinki-Briefmarke und auf der höchsten Banknote (500,- Lewa) abgebildet, die vom 1. November 1993 bis zum 31. Dezember 1999 Gültigkeit hatte.
Es erhielten ihm zu Ehren Straßen, Plätze, Schulen, Musikinstitute, Chöre und vieles mehr seinen Namen.